# サウンドプラント
サウンドプラントは、2022年4月4日から2023年4月2日までSTVラジオで放送されたラジオ番組のシリーズ。

## 概要
STVラジオ開局60周年記念企画の一環として、「STVラジオ サウンドプラント」の枠名で実験的内容を中心とした週替わりの特別番組を放送。
10月からは「サウンドプラントスペシャル」として日曜日夜の3時間枠に拡大し、懐かしの番組の復活特番を含めた大型特番を放送。

## 放送時間
- 毎週月曜日 0:30 - 1:00（2022年4月4日 - 9月26日）
- 毎週日曜日 18:00 - 21:00（2022年10月16日 - 2023年3月26日）

## 放送リスト

### サウンドプラント
| 放送日          | タイトル                                                    | 出演者                                  |
| --------------- | ----------------------------------------------------------- | --------------------------------------- |
| 2022年 04月04日 | 吉川のりおのバーチャル散歩                                  | 吉川のりお                              |
| 04月11日        | 音で旅するあのとき                                          | 村岡啓介                                |
| 04月18日        | わたしはコスメコンシェルジュ                                | 永井華子                                |
| 04月25日        | やすと横澤さんのやすと横澤さん                              | やすと横澤さん                          |
| 05月02日        | サウナろ!                                                   | 汗ながしカットマン 加茂静夏             |
| 05月09日        | SUN★MUSIC☆DAY                                               | リッキー あゆむ（センチメンタル）       |
| 05月16日        | しろっぷおかわり                                            | しろっぷ                                |
| 05月23日        | 予報しない天気予報 ～気象予報士の吐き出しタイム             | 岡本肇 藤井孝太郎                       |
| 05月30日        | ガッテンショー!〜南部忠平 走って跳んで一世紀〜              |                                         |
| 06月06日        | NORD 6周年スペシャル                                        | NORD                                    |
| 06月13日        | 先輩とラジオ                                                | ハイジ                                  |
| 06月20日        | 四天王の夜中に何してんのぅ?                                 | 四天王                                  |
| 06月27日        | シンガーMichiのヴォイス魂                                   | Michi じゅんぺい（しろっぷ）            |
| 07月04日        | ホワエクの明日へ                                            | White Explosion                         |
| 07月18日        | Rihwa -10年間の軌跡 -                                       | Rihwa                                   |
| 07月25日        |                                                             | 佐藤宏樹                                |
| 08月01日        | 2年遅れのありがとう〜北海道を愛したバスケットマン折茂武彦〜 |                                         |
| 08月08日        | 工藤聖太の美味しく、楽しく、いただきまっす!                 | 工藤聖太                                |
| 08月15日        | 絵本作家サトシンの子育て語りまショー                        | サトシン 吉川のりお                     |
| 08月22日        | American Musical Exploration                                | ニール・ハートマン                      |
| 08月29日        | VOICE "ZERO"                                                | VOICE                                   |
| 09月05日        | ワイヤーなしブラジャーの楽さたるや。                        | 西尾優希                                |
| 09月12日        | 防災マン北本チャンネル                                      | 北本隆雄・辻直美                        |
| 09月19日        | 予報しない天気予報2〜気象予報士の吐き出しタイム 夏の総決算  | 岡本肇 藤井孝太郎                       |
| 09月26日        | JOIN ALIVE OTO Marche' スペシャル（前編）                   | 村岡啓介 佐々木美波 油野純帆 田村みなみ |

2022年7月11日：前日22時台に文化放送制作の参議院選挙開票特番「参議院選挙開票スペシャル～改選124議席の行方」を放送した事に伴い、本来 当該時間に放送している「工藤じゅんきの人生は映画とともに」を編成。

### サウンドプラントスペシャル
| 放送日          | タイトル                                                                                                   | 出演者                |
| --------------- | --- | --------------------- |
| 2022年 10月16日 | たくおとクロのホビセンラジオ                                                                               | 佐々木たくお 黒岩孝康 |
| 10月23日        | ログイン!よる☆PA 日曜版～カラダもってくれよ!!6倍放送時間だSP～                                             | 藤井孝太郎            |
| 10月30日        | 会員制ラジオ番組 うまいっしょクラブ リターンズ                                                             | 明石英一郎 安達祐子   |
| 11月06日        | 声で紐解く ウイークエンドバラエティ 日高晤郎ショー（前編）                                                 | 吉川のりお            |
| 11月13日        | 声で紐解く ウイークエンドバラエティ 日高晤郎ショー（後編）                                                 | 吉川のりお            |
| 11月20日        | ポッドキャストナイト!                                                                                      | 工藤聖太              |
| 11月27日        | 歌謡曲ならSTV                                                                                              | 田村みなみ            |
| 12月04日        | みのや雅彦のアタックヤング                                                                                 | みのや雅彦            |
| 12月11日        | 五十嵐浩晃のサンデーナイトフィーバー                                                                       | 五十嵐浩晃            |
| 12月18日        | 喜瀬ひろしと吉川のりおの The Legend of アタックヤング                                                      | 喜瀬ひろし 吉川のりお |
| 12月25日        | MUSIC★J オールアナログスペシャルin STVホール                                                               | 松崎真人              |
| 2023年 01月01日 | MUSIC★Jオールアナログスペシャルin新冠レ・コード館                                                          | 松崎真人              |
| 01月08日        | 36号線のニューイヤーパーティー                                                                             | 36号線                |
| 01月15日        | さぁ、いこうぜ。レバンガ!                                                                                  | 田村みなみ            |
| 01月22日        | STUDIO LIVE TURNING! vol.4                                                                                 | アビガシ              |
| 01月29日        | 松崎真人の洋楽食堂                                                                                         | 松崎真人              |
| 02月05日        | 島本和彦のマンガチックにいこう! リターンズ                                                                 | 島本和彦 渋谷もなみ   |
| 02月12日        | ちばりよーファイターズ!                                                                                    | 草野あずみ 工藤聖太   |
| 02月19日        | DNAネモちゃんランド（18:00 - 20:00）                                                                       | 根本悠 坂田広之       |
| 02月19日        | ハイサーイ!川満姫野のちむラジオ（20:00 - 21:00）                                                           | 川満姫野              |
| 02月26日        | 特別番組 河村通夫 STVラジオ50年 心からありがとう                                                           | 河村通夫 堺なおこ     |
| 03月05日        | こどものミライ〜笑顔のその先へ〜                                                                           | 吉川のりお            |
| 03月12日        | ぼうさい新常識-北海道だから、はじめよう-                                                                   | 北本隆雄 庭野ほのか   |
| 03月19日        | 酒本廣継のJAZZってブラボー!                                                                                | 酒本廣継 佐々木美波   |
| 03月26日        | STVラジオ開局60周年記念「歌と笑いのスターステージ」（18:00 - 19:00）                                       | 木村洋二 熊谷明美     |
| 03月26日        | 神出設計エコアハウスpresents 開幕まで待てない!ファイターズ（19:00 - 20:00）                                | 吉川のりお 田村みなみ |
| 03月26日        | STVラジオ ラジオドラマGP 入賞作品（20:00 - 21:00）                                                         | 吉川のりお            |
| 04月02日        | ようへいさんがクイズ100問挑戦したら正解率は何パーセント?（18:00 - 20:00）                                  | ようへい 油野純帆     |
| 04月02日        | STVラジオ ラジオドラマGP シンポジウム ラジオはもっと面白い!～未来のオーディオメディアへ～（20:00 - 21:00） | 吉川のりお            |

## 不祥事
- 2023年3月5日放送「こどものミライ〜笑顔のその先へ〜」にて子供に多様な環境の中で経験を積むことの重要性を示すコメントの中で日本を単一民族国家として誤認させる表現があったことが放送後謝罪された。Radikoタイムフリーでは当該部分を無音状態に差し替えて配信を継続した[3]。